# Tritonia wellsi
Tritonia wellsi är en snäckart som beskrevs av Er. Marcus 1961. Tritonia wellsi ingår i släktet Tritonia och familjen Tritoniidae. Inga underarter finns listade i Catalogue of Life.